# نشانه کومبی
نشانهٔ کومبی (فرانسوی: signe de Comby‎) یکی از نشانه‌های بالینی اولیه سرخک است و به لکه‌های باریک سفیدرنگ روی لثه و غشای مخاطی دهان گفته می‌شود که در اثر پوست پوستی شدن سلول‌های بافت پوششی ایجاد می‌شود و به افتخار متخصص کودکان فرانسوی ژول کومبی نام‌گذاری شده است.